# Saison 2021-2022 du Biarritz olympique Pays basque
Cette page présente la saison 2021-2022 du Biarritz olympique Pays basque en Top 14, qui est la cent sixième saison de l'histoire du club, et en Challenge Cup. Promu, le BO termine quatorzième du championnat et est relégué en Pro D2, et est éliminé en huitièmes de finale de Challenge Cup.
L'équipe évolue sous les directives de Barry Maddocks et Shaun Sowerby.

## Avant-saison

### Transferts estivaux
Au cours de la saison 2020-2021, plusieurs arrivées sont actées : le BO enregistre la signature de Clément Darbo, Antoine Erbani, Zakaria El Fakir et Josh Tyrell. Une fois la montée en Top 14 actée, le club annonce plusieurs signatures supplémentaires (Brett Herron, Vincent Martin, Quentin Samaran), dont notamment celles de quatre joueurs internationaux : le Wallaby Tevita Kuridrani, le Puma Tomás Cubelli, le All Black Elliot Dixon et l'Irlandais James Cronin. 
Plusieurs prolongations sont également annoncées : le capitaine Steffon Armitage et Barnabé Couilloud jusqu'en 2023, Francis Saili, Dave O'Callaghan, Johnny Dyer, Mathieu Hirigoyen, Tornike Jalagonia et Ilian Perraux jusqu'en 2024. 

#### Arrivées groupe professionnel
- Luka Azariashvili, pilier (Montpellier HR, transfert définitif)
- James Cronin, pilier (Munster Rugby)
- Zakaria El Fakir, pilier (SU Agen)
- Quentin Samaran, pilier (AS Béziers)
- Ushangi Tcheishvili, pilier (Montpellier HR, transfert définitif)
- Josh Tyrell, deuxième ligne (Oyonnax rugby)
- Antoine Erbani, troisième ligne (Section paloise)
- Elliot Dixon, troisième ligne (Ricoh Black Rams)
- Tomás Cubelli, demi de mêlée (Western Force)
- Clément Darbo, demi de mêlée (Provence Rugby)
- Brett Herron, demi d'ouverture (Harlequins)
- Tevita Kuridrani, centre (Western Force)
- Vincent Martin, centre (Montpellier HR)

#### Départs groupe professionnel
- Thomas Synaeghel, pilier (arrêt)
- Steven David, troisième ligne (Valence Romans)
- Adam Knight, troisième ligne (arrêt)
- Gauthier Doubrère, demi de mêlée (Stade montois)
- Willie Du Plessis, demi d'ouverture (Stade montois)
- Lucas Lebraud, centre (RC Narbonne)
- Benoît Lazzarotto, ailier (US Carcassonne)

#### Arrivées Espoirs
- Clément Renaud, talonneur (Union Bordeaux Bègles)
- Thomas Hébert, troisième ligne (Stade toulousain)

#### Départs Espoirs
- Javier Prieto, pilier
- Billy Scannell, talonneur (AS Mâcon, prêt)
- Dries De Keyser, deuxième ligne (US Montauban)
- Isimeli Kuruibua, troisième ligne (Stade aurillacois)
- Sven Bernat Girlando, troisième ligne (Valence Romans)
- Emerick Delcamp, troisième ligne (US Carcassonne)
- Baptiste Jauneau, demi de mêlée (ASM Clermont)
- Mickaël Thébault, demi de mêlée (Valence Romans)
- Simon Gély, demi d'ouverture (Stade langonnais)
- Martin Méliande, demi d'ouverture (US bressanne)
- Gaëtan Robert, demi d'ouverture (RC Suresnes)
- Iban Tsouladze, centre (Anglet ORC)
- Clément Latorre, arrière (US bressanne)

### Transferts en cours de saison
Le talonneur du RC Toulon Bastien Soury est recruté en tant que joker médical de Lucas Peyresblanques en octobre 2021.
James Hart s'engage à l'Union Bordeaux Bègles en novembre 2021 en tant que joker médical.

### Préparation de la saison
L'effectif reprend l'entraînement le 12 juillet après quatre semaines de pause, avant d'effectuer un stage à Saint-Lary.
Un match amical est prévu contre l'Union Bordeaux Bègles le 20 août à Villeneuve-d'Ascq, ponctuant un stage à Lille.

## Saison régulière

### Top 14
Le calendrier du championnat est dévoilé le 8 juillet 2021 avec une réception de l'Union Bordeaux Bègles pour la première journée. La LNR dévoile le 26 juillet qu'il s'agira du match d'ouverture du Top 14.
| - Biarritz olympique - Union Bordeaux Bègles : 27-15 - USA Perpignan - Biarritz olympique : 33-20 - Biarritz olympique - Racing 92 : 28-19 - Stade rochelais - Biarritz olympique : 59-17 - Biarritz olympique - Stade toulousain : 11-17 - Biarritz olympique - Lyon OU : 5-40 - Castres olympique - Biarritz olympique : 38-20 - Biarritz olympique - CA Brive : 37-9 - RC Toulon - Biarritz olympique : 13-9 - Section paloise - Biarritz olympique : 33-21 - Biarritz olympique - Stade français : 17-14 - ASM Clermont - Biarritz olympique : 39-11 - Biarritz olympique - Montpellier HR : 12-27 | - Union Bordeaux Bègles - Biarritz olympique : 30-27 - Biarritz olympique - USA Perpignan : 23-25 - CA Brive - Biarritz olympique : 33-10 - Biarritz olympique - Stade rochelais : 27-24 - Stade français - Biarritz olympique : 65-19 - Lyon OU - Biarritz olympique : 34-15 - Biarritz olympique - RC Toulon : 19-42 - Montpellier HR - Biarritz olympique : 37-22 - Biarritz olympique - Section paloise : 19-42 - Racing 92 - Biarritz olympique : 40-7 - Biarritz olympique - Castres olympique : 13-48 - Biarritz olympique - ASM Clermont : 8-26 - Stade toulousain - Biarritz olympique : 80-7 |

#### Classement Top 14
| Rang | Club                  | J  | V  | N | D  | Bo | Bd | Pm  | Pe  | Diff | Pts |
| ---- | --------------------- | -- | -- | - | -- | -- | -- | --- | --- | ---- | --- |
| 1    | Castres olympique     | 26 | 17 | 1 | 8  | 5  | 1  | 565 | 529 | +36  | 76  |
| 2    | Montpellier HR        | 26 | 15 | 2 | 9  | 4  | 6  | 619 | 503 | +116 | 74  |
| 3    | Union Bordeaux Bègles | 26 | 15 | 1 | 10 | 5  | 5  | 610 | 484 | +126 | 72  |
| 4    | Stade toulousain      | 26 | 15 | 0 | 11 | 6  | 5  | 638 | 432 | +206 | 71  |
| 5    | Stade rochelais       | 26 | 15 | 0 | 11 | 6  | 5  | 640 | 466 | +174 | 71  |
| 6    | Racing 92             | 26 | 16 | 0 | 10 | 4  | 2  | 661 | 568 | +93  | 70  |
| 7    | ASM Clermont          | 26 | 14 | 0 | 12 | 6  | 4  | 649 | 557 | +92  | 66  |
| 8    | RC Toulon             | 26 | 13 | 2 | 11 | 4  | 5  | 572 | 504 | +68  | 65  |
| 9    | Lyon OU               | 26 | 13 | 0 | 13 | 6  | 6  | 637 | 558 | +79  | 64  |
| 10   | Section paloise       | 26 | 11 | 1 | 14 | 1  | 3  | 568 | 664 | -96  | 50  |
| 11   | Stade français Paris  | 26 | 11 | 0 | 15 | 2  | 4  | 544 | 651 | -107 | 50  |
| 12   | CA Brive              | 26 | 9  | 1 | 16 | 4  | 4  | 453 | 631 | -178 | 46  |
| 13   | USA Perpignan P       | 26 | 9  | 0 | 17 | 2  | 5  | 491 | 664 | -173 | 43  |
| 14   | Biarritz olympique P  | 26 | 5  | 0 | 21 | 1  | 3  | 449 | 885 | -436 | 24  |

### Challenge Cup
La composition des poules et le calendrier de la Challenge Cup sont annoncés le 10 septembre. Biarritz partage la poule A avec le RC Toulon, Newcastle, Worcester et le Zebre Parma.
- Zebre Parma  - Biarritz olympique :  13-26
- Worcester Warriors  - Biarritz olympique : Annulé résultat enregistré comme nul 0-0
- Biarritz olympique - Newcastle Falcons  :  13-17
- Biarritz olympique - RC Toulon :  20-17

Huitièmes de finale
- Biarritz olympique - Wasps  :  29-39

### Équipe Espoirs

#### Première phase
| - US Montauban - Biarritz olympique : 23-14 - Biarritz olympique - US Dax : 53-12 - Stado Tarbes - Biarritz olympique : 9-23 - Biarritz olympique - Section paloise : 26-24 - Blagnac rugby - Biarritz olympique : 20-41 - Biarritz olympique - US Montauban : 24-6 - Biarritz olympique - Stado Tarbes : 38-0 - Section paloise - Biarritz olympique : 20-8 - US Dax - Biarritz olympique : 0-25 - Biarritz olympique - Blagnac rugby : 42-15 |

#### Play-off accession
| - Biarritz olympique - Soyaux Angoulême : 12-19 - US Montauban - Biarritz olympique : 20-6 - Biarritz olympique - Section paloise : 37-38 - Valence Romans - Biarritz olympique : 20-30 - Biarritz olympique - Provence Rugby : 23-16 - Provence Rugby - Biarritz olympique : 29-13 - Soyaux Angoulême - Biarritz olympique : 64-0 - Biarritz olympique - US Montauban : 22-13 - Section paloise - Biarritz olympique : 42-19 - Biarritz olympique - Valence Romans : 36-23 |

### Supersevens
Le BO participe pour la première fois au Supersevens. Pour la première étape à Aix-en-Provence, il termine à la sixième place, puis à la cinquième place lors de la seconde étape à Toulouse et à la septième place pour la troisième étape à La Rochelle. Classé cinquième avec 35 points, il est qualifié pour le tournoi final le 13 novembre 2021 à Paris dont il termine sixième.

#### Première étape - 14 août 2021
- Huitièmes de finale : BO - Stade rochelais 36-17
- Quarts de finale : BO - RC Toulon 5-7
- Match de classement : BO - Monaco rugby 28-26

#### Deuxième étape - 21 août 2021
- Huitièmes de finale : BO - USA Perpignan 31-26
- Quarts de finale : BO - RC Toulon 17-12
- Demi-finales : BO - Monaco rugby 5-41
- Petite finale : BO - Stade toulousain 0-19

#### Troisième étape - 28 août 2021
- Huitièmes de finale : BO - CA Brive 36-0
- Quarts de finale : Barbarians français - BO 31-12
- Match de classement : BO - Stade rochelais 10-19

#### Finale - 13 novembre 2021
- Huitièmes de finale : BO - Racing 92 17-22
- Match de classement : BO - Stade rochelais 43-12
- Match de classement : BO - Clermont 14-19

## Joueurs et encadrement technique

### Encadrement technique
Barry Maddocks (arrières) et Shaun Sowerby (avants) entraînent l'équipe sous la houlette du directeur sportif Matthew Clarkin et sont accompagnés par Jean-Emmanuel Cassin et Roger Ripol.

### Effectif
L'effectif est composé de 42 contrats professionnels et 20 contrats espoirs. Le centre de formation compte 8 stagiaires.

#### Capitaine
Le capitanat est partagé entre Romain Lonca et Steffon Armitage, suppléés par Ilian Perraux, Lucas Peyresblanques et Antoine Erbani.

#### Effectif professionnel
| Nom                      | Poste                | Date de naissance | Nationalité sportive | Sélections (PM) | Club précédent        | Arrivée au club | Fin de contrat | Formé au club | JIFF |
| ------------------------ | -------------------- | ----------------- | -------------------- | --------------- | --------------------- | --------------- | -------------- | ------------- | ---- |
| Vakhtangi Akhobadze      | Pilier               | 7 mai 1993        | Géorgie              | -               | SU Agen               | 2018            | 2023           | -             | oui  |
| Luka Azariashvili        | Pilier               | 30 novembre 1999  | Géorgie              | -               | Montpellier HR        | 2020            | 2023           | -             | oui  |
| James Cronin             | Pilier               | 23 novembre 1990  | Irlande              | 3 (0)           | Munster Rugby         | 2021            | 2023           | -             | -    |
| Zakaria El Fakir         | Pilier               | 29 janvier 1997   | France               | -               | SU Agen               | 2021            | 2024           | -             | oui  |
| Guy Millar               | Pilier               | 23 avril 1992     | Australie            | -               | Highlanders           | 2018            | 2023           | -             | -    |
| Giorgi Nutsubidze        | Pilier               | 11 novembre 1998  | Géorgie              | -               | Lelo Saracens         | 2018            | 2023           | -             | oui  |
| Quentin Samaran          | Pilier               | 30 décembre 1997  | France               | -               | AS Béziers            | 2021            | 2023           | -             | oui  |
| Ushangi Tcheishvili      | Pilier               | 29 août 1997      | Géorgie              | -               | Montpellier HR        | 2020            | 2022           | -             | oui  |
| Yvan Watremez            | Pilier               | 26 avril 1987     | France               | 1 (0)           | Montpellier HR        | 2019            | 2024           | oui           | oui  |
| François Da Ros          | Talonneur            | 29 septembre 1983 | France               | -               | CA Brive              | 2020            | 2022           | -             | oui  |
| Lucas Peyresblanques     | Talonneur            | 20 janvier 1998   | France               | -               | Peyrehorade SR        | 2016            | 2023           | oui           | oui  |
| Romain Ruffenach         | Talonneur            | 4 septembre 1994  | France               | -               | Montpellier HR        | 2019            | 2024           | oui           | oui  |
| Bastien Soury            | Talonneur            | 18 mars 1995      | France               | -               | RC Toulon             | 2021            | 2022           | -             | oui  |
| Johan Aliouat            | Deuxième ligne       | 22 janvier 1993   | Algérie              | 3 (0)           | Union Bordeaux Bègles | 2018            | 2022           | -             | oui  |
| Andrew Cramond           | Deuxième ligne       | 15 avril 1994     | Écosse               | -               | RC Vannes             | 2020            | 2022           | -             | -    |
| Kévin Gimeno             | Deuxième ligne       | 11 septembre 1992 | France               | -               | Castres olympique     | 2020            | 2023           | -             | oui  |
| Evan Olmstead            | Deuxième ligne       | 21 février 1991   | Canada               | 36 (25)         | Newcastle Falcons     | 2019            | 2022           | -             | -    |
| Josh Tyrell              | Deuxième ligne       | 16 octobre 1990   | Samoa                | 11 (5)          | Oyonnax rugby         | 2021            | 2023           | -             | -    |
| Steffon Armitage         | Troisième ligne      | 20 septembre 1985 | Angleterre           | 5 (0)           | Section paloise       | 2019            | 2023           | -             | oui  |
| Elliot Dixon             | Troisième ligne aile | 4 septembre 1989  | Nouvelle-Zélande     | 3 (5)           | Ricoh Black Rams      | 2021            | 2023           | -             | -    |
| Johnny Dyer              | Troisième ligne      | 6 avril 1992      | Fidji                | 4 (10)          | Racing 92             | 2020            | 2024           | -             | -    |
| Antoine Erbani           | Troisième ligne      | 7 février 1990    | France               | -               | Section paloise       | 2021            | 2023           | -             | oui  |
| Mathieu Hirigoyen        | Troisième ligne      | 25 janvier 1999   | France               | -               | Formé au club         | 2017            | 2024           | oui           | oui  |
| Tornike Jalagonia        | Troisième ligne      | 12 décembre 1998  | Géorgie              | 10 (10)         | RC Jiki               | 2018            | 2024           | oui           | oui  |
| Dave O'Callaghan         | Troisième ligne aile | 12 janvier 1990   | Irlande              | -               | Munster Rugby         | 2019            | 2024           | -             | -    |
| Barnabé Couilloud        | Demi de mêlée        | 20 février 1999   | France               | -               | Lyon OU               | 2019            | 2023           | -             | oui  |
| Tomás Cubelli            | Demi de mêlée        | 12 juin 1989      | Argentine            | 78 (65)         | Western Force         | 2021            | 2023           | -             | -    |
| Clément Darbo            | Demi de mêlée        | 13 juin 1986      | France               | -               | Provence Rugby        | 2021            | 2023           | -             | oui  |
| James Hart               | Demi de mêlée        | 28 juillet 1991   | Irlande              | -               | Munster Rugby         | 2019            | 2022           | -             | oui  |
| Gilles Bosch             | Demi d'ouverture     | 12 juillet 1990   | France               | -               | US Carcassonne        | 2020            | 2023           | -             | oui  |
| Brett Herron             | Demi d'ouverture     | 13 novembre 1995  | Angleterre           | -               | Harlequins            | 2021            | 2023           | -             | -    |
| Ilian Perraux            | Demi d'ouverture     | 4 avril 1992      | France               | -               | Soyaux-Angoulême      | 2018            | 2024           | -             | oui  |
| Tevita Kuridrani         | Centre               | 31 mars 1991      | Australie            | 61 (110)        | Western Force         | 2021            | 2023           | -             | -    |
| Vincent Martin           | Centre               | 4 septembre 1992  | France               | -               | Montpellier HR        | 2021            | 2023           | -             | oui  |
| Brieuc Plessis-Couillaud | Centre               | 19 avril 1994     | France               | -               | Stade rochelais       | 2020            | 2023           | -             | oui  |
| Francis Saili            | Centre               | 4 avril 1992      | Nouvelle-Zélande     | 2 (0)           | Harlequins            | 2020            | 2024           | -             | -    |
| François Vergnaud        | Centre               | 8 octobre 1997    | France               | -               | SC Albi               | 2018            | 2023           | oui           | oui  |
| Yohann Artru             | Ailier               | 31 mai 1992       | France               | -               | USA Perpignan         | 2017            | 2022           | -             | oui  |
| Steeve Barry             | Ailier               | 17 février 1994   | France               | -               | Stade rochelais       | 2019            | 2022           | -             | oui  |
| Alexandre Nicoué         | Ailier               | 1er février 1997  | France               | -               | ASM Clermont          | 2018            | 2022           | -             | oui  |
| Henry Speight            | Ailier               | 24 mars 1988      | Australie            | 19 (20)         | Queensland Reds       | 2020            | 2022           | -             | -    |
| Gavin Stark              | Ailier               | 18 décembre 1995  | Nouvelle-Zélande     | -               | Otago                 | 2019            | 2023           | -             | -    |
| Darly Domvo              | Arrière              | 3 mars 1992       | France               | -               | Sans club             | 2020            | 2023           | -             | oui  |
| Romain Lonca             | Arrière              | 26 novembre 1991  | France               | -               | Union Bordeaux Bègles | 2019            | 2024           | oui           | oui  |
| Ximun Lucu               | Arrière              | 9 décembre 1989   | France               | -               | Stade montois         | 2016            | 2022           | oui           | oui  |

#### Effectif Espoir
| Nom                   | Poste            | Date de naissance | Nationalité sportive | Sélections (PM) | Club précédent            | Arrivée au club | JIFF |
| --------------------- | ---------------- | ----------------- | -------------------- | --------------- | ------------------------- | --------------- | ---- |
| Baptiste Erdocio      | Pilier           | 13 mars 2000      | France               | -               | -                         | 2018            | oui  |
| Lucas Santamaria      | Pilier           | 28 avril 2001     | Espagne              | -               | -                         | 2017            | -    |
| Léo Carella           | Talonneur        | 4 avril 2002      | France               | -               | Section paloise           | 2020            | oui  |
| Clément Renaud        | Talonneur        | 3 janvier 2000    | France               | -               | Union Bordeaux Bègles     | 2021            | oui  |
| Gorbei Allende Larrea | Deuxième ligne   | 10 avril 2001     | Espagne              | -               | -                         | 2019            | -    |
| Thomas Hébert         | Troisième ligne  | 18 février 2000   | France               | -               | Stade toulousain          | 2021            | oui  |
| Matteo Coustalat      | Troisième ligne  | 17 octobre 2001   | France               | -               | -                         | 2020            | oui  |
| Kerman Aurrekoetxea   | Demi de mêlée    | 4 mai 2000        | Espagne              | 5 (0)           | El Salvador Rugby         | 2019            | -    |
| Simon Gely            | Demi d'ouverture | 17 avril 2000     | France               | -               | Stade toulousain          | 2019            | oui  |
| Auguste Cadot         | Centre           | 28 juillet 2001   | France               | -               | CS beaunois               | 2019            | oui  |
| Gabriel Austruy       | Ailier           | 7 février 2002    | France               | -               | Rugby club nîmois         | 2019            | oui  |
| Rémi Brosset          | Arrière          | 12 février 2000   | France               | -               | SU Agen                   | 2020            | oui  |
| Baptiste Fariscot     | Arrière          | 15 novembre 2001  | France               | -               | -                         | 2020            | oui  |
| Joe Jonas             | Arrière          | 31 décembre 2000  | Afrique du Sud       | -               | Glenwood High School (en) | 2020            | -    |

### Statistiques individuelles
Joueurs les plus utilisés
- Mathieu Hirigoyen (1873 minutes)
- Johnny Dyer (1656)
- Francis Saili (1459)
- Tevita Kuridrani (1379)
- Elliot Dixon (1301)

Meilleurs marqueurs
- Lucas Peyresblanques (5 essais)
- Tomas Cubelli (5)
- Francis Saili (4)
- Bastien Soury (4)
- Johnny Dyer (3)
- Barnabé Couilloud (3)

Meilleurs buteurs
- Brett Herron (134 points)
- Ilian Perraux (39)
- Gilles Bosch (32)

Equipe type (en nombre de minutes jouées) en Top 14 : Lonca - Barry, Kuridrani, Saili, Stark - Herron (o), Couilloud (m) - Armitage, Hirigoyen, O'Callaghan - Olmstead, Dyer - Millar, Soury, Cronin.

### Joueurs en sélection nationale
- Johan Aliouat est titulaire avec l'Algérie contre le Sénégal, le Kenya et le Zimbabwe lors de la Rugby Africa Cup[29].
- Kerman Aurrekoetxea est titularisé avec l'Espagne contre les Fidji lors de la tournée d'automne[30].
- Tomás Cubelli est sélectionné avec l'Argentine pour le Rugby Championship 2021[31] mais doit déclarer forfait en raison d'une blessure à la main[32]. Il est retenu dans le groupe pour la tournée d'automne[33]. Il est titularisé contre la France (un essai inscrit), l'Italie et l'Irlande.
- Johnny Dyer est retenu dans le groupe des Fidji pour la tournée d'automne 2021[34].
- Baptiste Fariscot dispute le tournoi de Dubaï en décembre 2021 avec l'équipe de France à VII "Développement"[35].
- Ekain Imaz connaît sa première sélection avec l'Espagne contre le Canada lors de la tournée d'été 2022[36].
- Mathieu Hirigoyen est appelé avec les Barbarians pour affronter les Tonga en novembre 2021[37], inscrivant un essai[38].
- Tornike Jalagonia est sélectionné avec la Géorgie pour la tournée d'automne : il entre en jeu contre la France et contre les Fidji. Il est de nouveau retenu pour le Tournoi des VI Nations B : il est titularisé contre le Portugal, les Pays-Bas (un essai inscrit) et la Roumanie[39].

## Aspects juridiques et économiques
Le club annonce un budget prévisionnel de 12,7 millions d'euros, soit le plus petit budget du Top 14.

### Organigramme
- Président du directoire : Jean-Baptiste Aldigé
- Président du conseil de surveillance : Louis-Vincent Gave
- Président de l'association : Sébastien Beauville
- Entraîneurs : Barry Maddocks (arrières), Shaun Sowerby (avants), Jean-Emmanuel Cassin (arrières), Roger Ripol (mêlée), Alan Kingsley (jeu au pied)
- Directeur sportif : Matthew Clarkin
- Préparateurs physiques : Léo Carrère, Tim Jaubert, Johan Pretorius, Liam McStay
- Analyste données : Victor Azalbert
- Manager : Gwenaëlle Carrère
- Médecins : Hugo Caussidies-Laly, Léo Charbonnier, Thibault Martin, Jean-Louis Rebeyrol, Guillaume Zunzarren
- Analystes vidéo : Corentin Carrère, Alexandre Oliveira
- Intendance : Christian Harcot, Daniel Lejeune

### Tenues, équipementiers et sponsors
Le Biarritz olympique est équipé par la marque Macron.
L'équipe évolue en Top 14 avec deux nouveaux jeux de maillots présentés en mai 2021 et un maillot spécial pour le Challenge européen :
- Un maillot rouge sur la partie supérieure et blanc sur la partie inférieure (représentant la Rhune). Le short et les chaussettes sont uniformément rouges.
- Un maillot uniformément noir avec un liseré jaune sur le col et les manches. Le short et les chaussettes sont également noires.
- Un maillot uniformément rose pour les rencontres européennes[41] (le maillot est également utilisé pour la rencontre de Top 14 contre Montpellier).

Le sponsor apparaissant sur le maillot est Grindr.

## Affluence au stade
Affluence à domicile (Parc des Sports d’Aguiléra)

## Extra-sportif

### Partenariats
En mai 2021, le club annonce la signature d'un partenariat avec le site de rencontres homosexuelles Grindr, qui doit devenir le sponsor maillot à partir de la saison 2021/2022.